# Ludwig Timotheus Spittler
Friherre Ludwig Timotheus Spittler (11. november 1752 – 14. marts 1810) var en tysk historiker og kirkehistoriker.
Sammen med historiografen Johann Christoph Gatterer (1759 professor i Göttingen), statskundskabsprofessoren Johann Stephan Pütter og historikeren August Ludwig von Schlözer grundlagde han den göttingske historiske skole ("die Göttinger historische Schule") og i 1764 et Königliches Historisches Institut ("kongeligt historisk institut") i Göttingen.
Som grundlæggeren af den hannoverianske nationalhistoriskeforskning skrev han i 1786 sin Geschichte des Fürstenthums Hannover seit der Reformation ("Fyrstedømmet Hannovers historie siden reformationen"). Sammen med göttingerprofessoren Christoph Meiners udgav han fra januar 1787 til august 1791 tidsskriftet Göttingische Historische Magazin ("Det göttingske historiske magasin"). 
I 1796 udgav han værket Geschichte der dänischen Revolution im Jahr 1660 (på dansk i 1798 under titlen Historie om Statsforandringen i Dannemark 1660, da Enevoldsmagten blev indført), der behandlede historien om hvordan den danske konge Frederik 3. indførte enevælden i Danmark.
Spittler, Schlözer og Ernst Brandes tilhørte den hannoverske liberale politiske skole. I 1784 blev han, som han skrev i et brev til sin fader den 30. december, "med stor glæde" optaget i Illuminati-ordenen.

## Værker udkommet på dansk
- Historie om Statsforandringen i Dannemark 1660, da Enevoldsmagten blev indført, 1798.
- Grundrids af den christelige Kirkes Historie Oversat efter det tredie forbedrede Oplag, 1799.